# Grundwassernichtleiter
Mit Grundwassernichtleiter oder Aquifuge oder Aquiclude werden in der Hydrogeologie die Gesteinskörper bezeichnet, die eine grundwasserfähige Struktureinheit (Aquifer) begrenzen und selbst nicht wasserdurchlässig sind.
Die häufig verwendete Definition der DIN 4049-3 (von 1994) definiert ihn als „Gesteinskörper, der wasserundurchlässig ist oder unter der jeweiligen Betrachtungsweise als wasserundurchlässig angesehen werden darf“. Zu beachten ist, dass diese Definition von der Anwendung bzw. Fragestellung her definiert ist. So kann ein Gestein, das zum Zweck der Trinkwassergewinnung als Grundwassernichtleiter gilt, für andere Zwecke, z. B. bei der Abdichtung von Deponien oder Altlasten, als Grundwassergeringleiter (auch Grundwasserhemmer oder Aquitarde) gelten.
Demgemäß ist es nicht möglich, einen festen Schwellenwert für die Durchlässigkeit von Locker- oder Festgesteinen anzugeben, der als Schwelle zwischen Grundwassernicht- und -geringleitern anzusehen wäre; in der Literatur häufiger angegebene Schwellenwerte liegen in der Größenordnung von 10−8 bis 10−9 Meter pro Sekunde. Aufgrund dieser Unschärfe wird in jüngerer Zeit oft empfohlen, den Begriff Grundwassernichtleiter ganz fallenzulassen. Typische Grundwassernichtleiter als Festgesteine (Kluftgrundwasserleiter) sind Metamorphite und Tonstein, beide mit Durchlässigkeiten in der Größenordnung von 10−9 Meter pro Sekunde und darunter.
Es ist zu unterschieden zwischen:
- de facto undurchlässigen Gesteinen oder Aquifugen[6]
- Gesteinen sehr geringer Durchlässigkeit (Grundwassergeringleiter) bzw. Aquitarden (viele Tonsteine).[2]

Unter Grundwasserhemmschichten und Grundwassernichtleitern liegende Grundwasserleiter können dazu führen, dass artesisch gespanntes Grundwasser vorliegt, das bei Freilegung, z. B. in einem Bohrloch, als artesischer Brunnen zutage tritt.